# Volksmuziek
Volksmuziek wordt gekenmerkend door het feit dat het een rituele of functionele rol in een bepaalde cultuur vervult, bijvoorbeeld in de vorm van dansmuziek, feestmuziek of muziek die gebruikt wordt om bepaalde arbeidshandelingen te synchroniseren. Zo bestaan er bijvoorbeeld in Japan rijst-oogstliederen, die ritmisch aangeven welke handelingen wanneer moeten worden verricht. Dergelijke muziek was ook in het Europa van de 19e eeuw niet ongebruikelijk in de scheepvaart (zie: shanty) en in fabrieken (zie: volksliedje). Volksmuziek wordt bestudeerd in de etnomusicologie. 
Volksmuziek wordt in het algemeen beschouwd als het tegendeel van de geïmproviseerde en gecomponeerde muziek zoals klassieke muziek (de laatste uitsluitend bedoeld als kunstmuziek, als esthetisch luistergenot), in diverse culturen. Volksmuziek dient niet verward worden te worden met 'volkse' of 'populaire' muziek, zoals het hedendaagse levenslied.   
Vanwege het soms als 'oubollig' ervaren etiket van de term 'volksmuziek' wordt vanaf ongeveer 1985 steeds vaker de termen wereldmuziek en folk gehanteerd. Voor modernisering van traditionele volksmuziek van Europa en Amerika wordt er vaak gebruikgemaakt van de Engelse term folk. De term wereldmuziek wordt gebruikt voor bredere mondiale muziek.